# Rondismo
Il rondismo è stato un movimento letterario italiano del primo Novecento. Si sviluppò a Roma attorno ai redattori della rivista letteraria La Ronda, fondata nel 1919 da un gruppo di letterati che osteggiavano l'avanguardia riproponendosi il ritorno ad uno stile classico, di cui consideravano incarnazione componimenti quali le Operette morali di Leopardi.

## I temi e lo stile del rondismo
Già dal titolo, ispirato alla ronda militare, i redattori esplicitavano l'intenzione di proporre una sorta di "richiamo all'ordine" al mondo letterario.
Il rondismo tende infatti a riallacciarsi alla tradizione letteraria di Giacomo Leopardi e di Alessandro Manzoni, rifiutando in primis il futurismo e contrapponendosi all'ermetismo oltre al superamento dell'estetismo dannunziano, senza però essere troppo conservatrice. Ad esempio l'opera Viaggi nel tempo di Vincenzo Cardarelli è influenzata dalle Operette morali del Leopardi.
Sulle pagine de La Ronda i futuristi e il futurismo vennero violentemente attaccati e denominati distruttori letterari e Giovanni Pascoli venne accusato di essere responsabile della decadenza della letteratura contemporanea.
In sé il movimento non diede i frutti sperati, non allontanandosi poi tanto nei risultati dall'estetismo dannunziano e dal frammentismo di Papini e dello stesso Soffici collaboratore della rivista. La sua influenza sulle nuove correnti ermetiche e sulla cosiddetta "prosa d'arte", che andavano maturando nel periodo, fu però notevole.

## Poeti e scrittori rondisti
- Antonio Baldini
- Bruno Barilli
- Vincenzo Cardarelli
- Emilio Cecchi
- Alfredo Gargiulo
- Lorenzo Montano
- Nino Savarese
- Alberto Savinio
- Ardengo Soffici
- Adriano Tilgher